# Gambrinus-Tänze
Gambrinus-Tänze, op. 97, är en vals av Johann Strauss den yngre. Den spelades första gången den 7 juli 1851 i Wien.

## Bakgrund
Även om den flamländske sagokungen Gambrinus inte var öldrinkarnas gud, framställs han ofta som sådan i litteraturen och är motsvarighet till vinguden Bacchus. I Wien dracks så mycket öl, även så tidigt som under 1200-talet, att vingårdsägarna säkrade ett förbud mot olaglig öltillverkning och försäljning. Nya ölbryggare var tvungna att be den regerande monarken, som innehade monopoltillståndet, om rätten att brygga öl. 

## Historia
Valsen spelades första gången den 7 juli 1851 och platsen var mycket väl funnen: ölhallen Denglers Bierhalle Fünfhaus i Wien. Den mottogs väl och uppfördes upprepade gånger av Strauss vid olika tillfällen. Vid samma tillfälle uppfördes även marschen Kaiser-Jäger-Marsch.

## Om valsen
Speltiden är ca 6 minuter och 51 sekunder plus minus några sekunder beroende på dirigentens musikaliska tolkning.

## Weblänkar
- Dynastin Strauss 1850 och 1851 med kommentarer om Gambrinus-Tänze.
- Gambrinus-Tänze i Naxos-utgåvan.